# Nagoya Dome
Der Nagoya Dome ist ein Baseballstadion im Stadtbezirk Higashi-ku von Nagoya, Japan. Das mit einer geodätischen Kuppel überspannte Stadion ist die Heimspielstätte der Chūnichi Dragons aus einer der zwei professionellen Baseball-Ligen Japans, der Central League.

## Nutzung
Der Nagoya Dome wurde am 15. März 1997 eröffnet und wird hauptsächlich für Baseballspiele und Konzerte genutzt. Die Chūnichi Dragons aus der Central League tragen seit der Eröffnung 1997 ihre Heimspiele im Stadion aus. Zudem spielten die mittlerweile fusionierten Orix BlueWave und Kintetsu Buffaloes aus der Pacific League regelmäßig einige Male pro Jahr im Dome.
Für andere Veranstaltungen kann der „Werferhügel“ im Boden versenkt werden.
Zu den bekanntesten Musikern und Bands, die Konzerte im Nagoya Dome gaben, gehören Billy Joel, Bon Jovi, Twice, BTS, Céline Dion, Aerosmith, Queen + Paul Rodgers, Wayne Shorter, Steve Barakatt und Luciano Pavarotti.

## Galerie

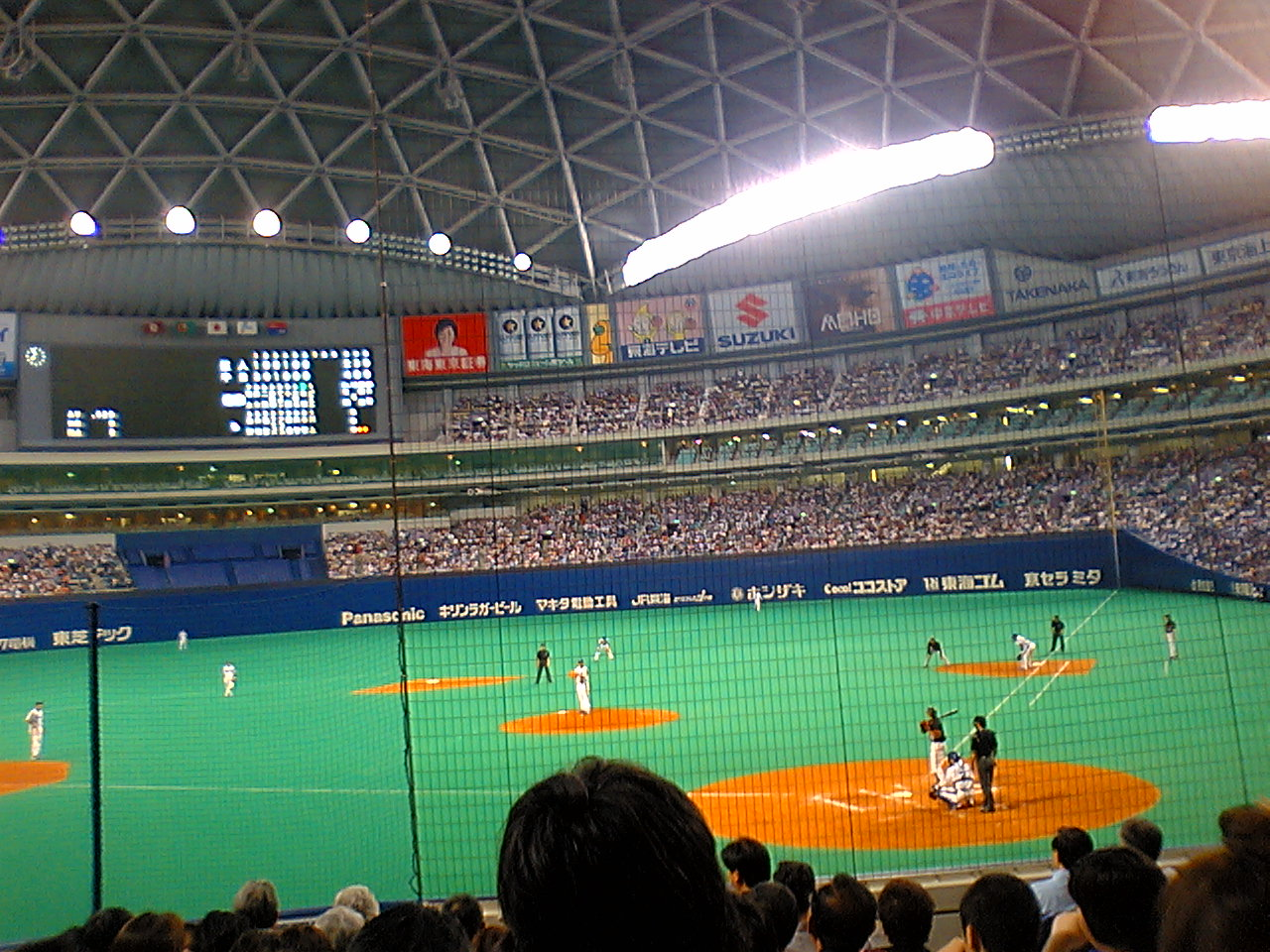
Baseballspiel im Nagoya Dome
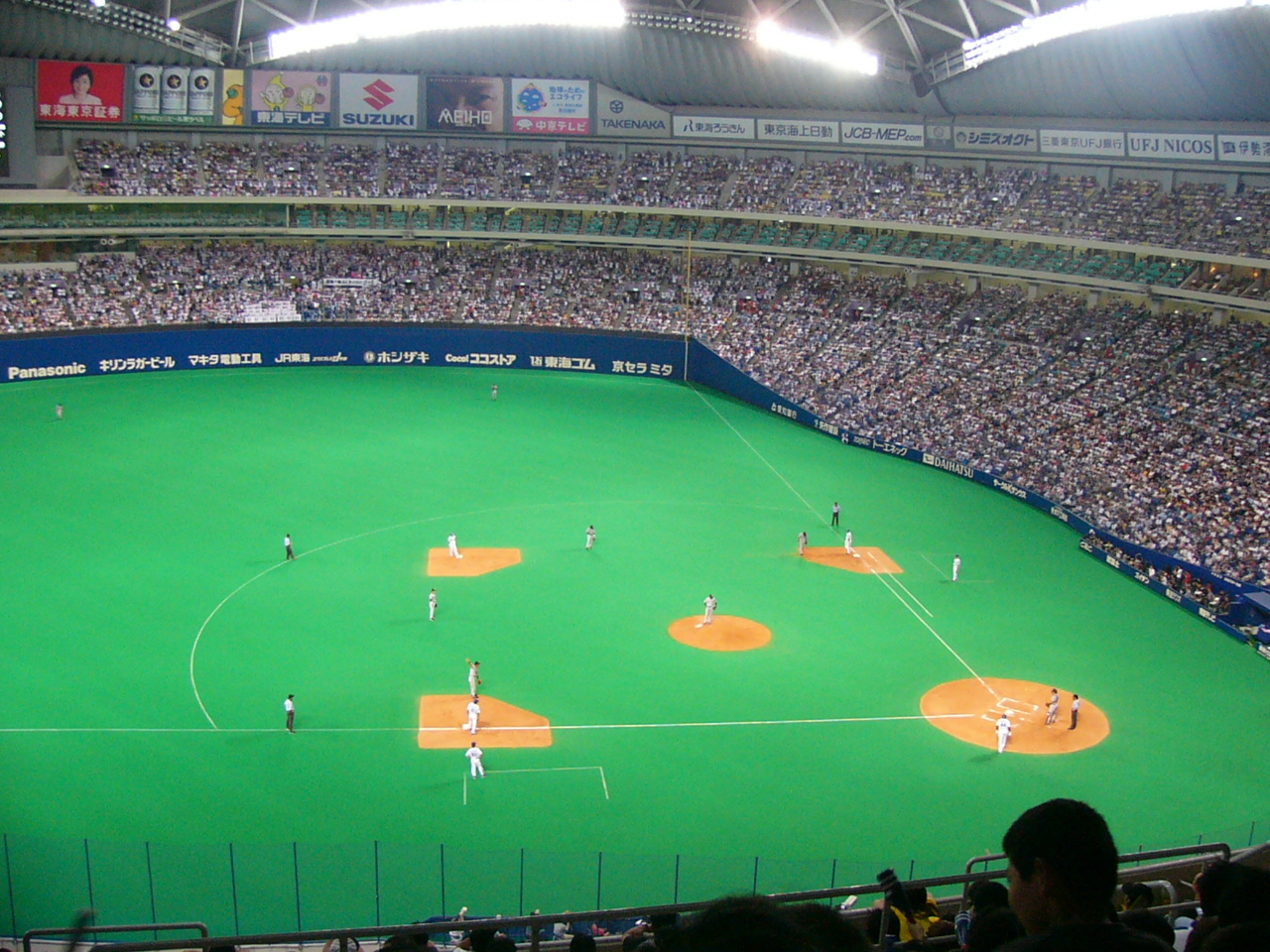
Das Spielfeld
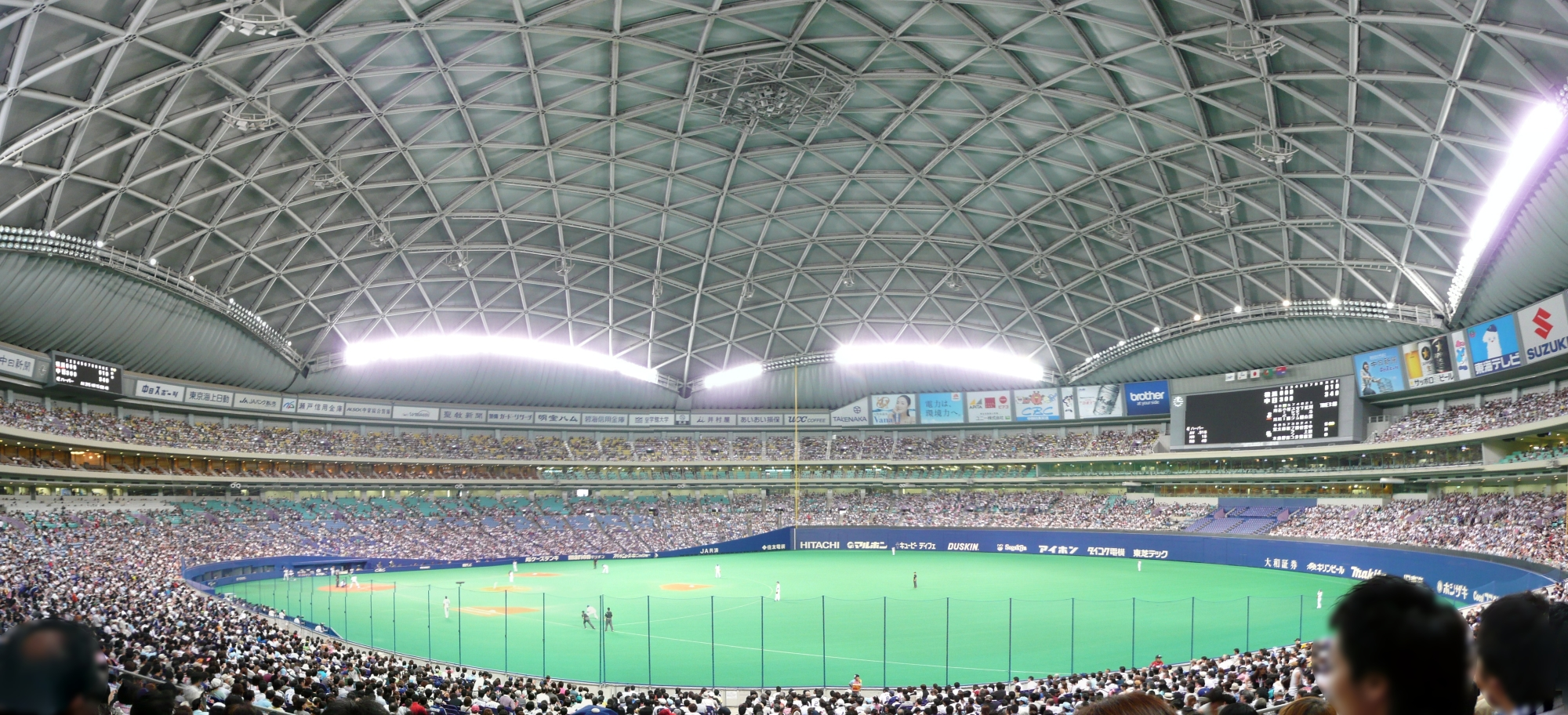
Panorama des Innenraumes